# رولاند يان
رولاند يان (بالألمانية: Roland Jahn)‏ (و. 1953  م) هو صحفي من ألمانيا، وألمانيا الشرقية، ولد في ينا.

## مناصب
تولى منصب Stasi Records Agency ‏ (منذ 1 مارس 2011)
.

## جوائز
حصل على جوائز منها:

وسام الصليب من رتبة استحقاق من جمهورية ألمانيا الاتحادية

## وصلات خارجية
- رولاند يان على موقع IMDb (الإنجليزية)
- رولاند يان على موقع مونزينجر (الألمانية)
- رولاند يان على موقع قاعدة بيانات الفيلم (الإنجليزية)
- رولاند يان في قاعدة بيانات الأفلام على الإنترنت